# Stenoleptura producticollis
Stenoleptura producticollis là một loài bọ cánh cứng trong họ Cerambycidae.